# She Got Me
A She Got Me (magyarul: Elkapott) Luca Hänni svájci énekes dala, mellyel Svájcot képviselte a 2019-es Eurovíziós Dalfesztiválon Tel-Avivban.

## Eurovíziós Dalfesztivál
Az indulót és a versenydalt, illetve az ahhoz készült videóklippet 2019. március 7-én ütemezett premierben mutatták be az Eurovíziós Dalfesztivál YouTube csatornáján. Az előadót az előző évekkel ellentétben televíziós nemzeti döntő nélkül egy közönségszavazás és egy eurovíziós előadókból álló zsűri választotta ki a szereplésre. Utóbbinak többek között Ruth Lorenzo (Spanyolország 2014), OVI (Románia 2010 és 2014, Paula Selinggel) és Helga Möller (Izland 1986, az Icy együttessel) is tagja volt.
Az Eurovíziós Dalfesztiválon a dalt először a május 16-i második elődöntőben adták elő, a fellépési sorrendben negyedikként, a moldáv Anna Odobescu Stay című dala után, és a lett Carousel együttes That Night című dala előtt. Innen 232 ponttal a negyedik helyen jutott tovább a döntőbe.
A május 18-i döntőben a fellépési sorrendben huszonnegyedikként adták elő, a szerb Nevena Božović Kruna című dala után és az ausztrál Kate Miller-Heidke Zero Gravity című dala előtt. A szavazás során összesen 364 pontot szerzett, Ausztria közönségétől begyűjtve a maximális 12 pontot. Ez a negyedik helyet jelentette a huszonhat fős mezőnyben. Svájc 1993 óta először tudott az első öt között végezni.

## Slágerlistás helyezések
| Slágerlista (2019)                               | Legjobb helyezés |
| ------------------------------------------------ | ---------------- |
| Ausztria (Ö3 Austria Top 40)                     | 26.              |
| Belgium (Ultratip Flanders)                      | 20.              |
| Észotország (Eesti Tipp-40)                      | 5.               |
| Euro Digital Song Sales (Billboard)              | 6.               |
| Németország (Media Control Charts)               | 62.              |
| Görögország (IFPI International Digital Singles) | 10.              |
| Izland (Tonlist)                                 | 3.               |
| Írország (IRMA)                                  | 77.              |
| Hollandia (Single Top 100)                       | 47.              |
| Norvégia (VG-lista)                              | 38.              |
| Skócia (Scottish Singles Top 40)                 | 45.              |
| Spanyolország (PROMUSICAE)                       | 65.              |
| Svédország (Sverigetopplistan)                   | 35.              |
| Svájc (Schweizer Hitparade)                      | 1.               |
| Egyesült Királyság (UK Download Chart)           | 32.              |

## Külső hivatkozások
- Dalszöveg (angol nyelven)
- A dal videóklipje. YouTube-videó, Eurovision Song Contest, 2019. március 7.
- A dal előadása az Eurovíziós Dalfesztivál második elődöntőjében. YouTube-videó, Eurovision Song Contest, 2019. május 16.
- A dal előadása az Eurovíziós Dalfesztivál döntőjében. YouTube-videó, Eurovision Song Contest, 2019. május 18.